# Marquesat del Bosco
El marquesat del Bosco (avui dia Bosco Marengo, prop d'Alessandria) fou una jurisdicció feudal del Regne d'Itàlia sorgida d'una branca dels marquesos aleramici. El seu origen fou Anselm III, nebot d'Anselm I, fill d'Aleram (el fundador de la nissaga dels Aleramici). Anselm III va tenir un fill de nom Hug (Ugo), que fou marquès del Bosco i de Ponzone, heretant els drets aleramici en el territori de la costa de Ligúria entre Albisola (a l'est de Monte Priocco) i Varazze, inclosa les terres que penetraven a la plana padana (la vall del Po) al llarg de les valls de l'Orba, del Stura di Demonte i del Piota fins a Alessandria, tenint com a frontera nord-oest el riu Bormida di Spigno.

## El Bosco
La zona de la plana entre Alexandria i els Apenins de Ligúria antigament va estar coberta per densos boscos, que formen la Media Silva (Selva Mitjana), de la qual van parlar els geògrafs antics. Els longobards van construir el primer castell de la zona a la moderna Bosco Marengo. La comarca va ser fortificada més tard pels marquesos aleràmics, que havien obtingut la terra després de la donació a Aleram feta el 935 pels reis d'Itàlia Hug de Provença i Lotari II d'Itàlia.
Entre el XI i el segle xvi, quan el castell va ser destruït per ordre de l'emperador Carles V, fou una fortalesa de primer orde; els gruixuts murs es desenvoluparen al voltant en una distància d'un quilòmetre i mig, amb un ampli fossat i dotze torres, la darrera de les quals és avui dia la torre de l'església de Sant Pere i Sant Pantaleó.

## La divisió del marquesat del Bosco i el marquesat de Ponzone
Dos fills d'Hug, Anselmo i Aleram, van donar lloc respectivament als marquesats del Bosco i de Ponzone. La senyoria del primer s'estenia al castell de Bosco, Ovada, Ussecio (moderna Belforte Monferrato), Pareto, Mioglia, Monteacuto, Ponte dei Prati (avui dia Pontinvrea), Casteldelfino (lloc antigament entre Pontinvrea Ligure i Giovo Ligure) i Stella. El marquesat de Ponzone incloïa el castell de Ponzone, Sassello, Spigno (avui Spifgno Montferrato), Celle (avui Celle Ligure) i Varazze.

## La decadència
El 1168 el marquès de Bosco va participar en la fundació d'Alessandria, el centre de la qual, Borgo Rovereto, es trobava sota la seva jurisdicció. En segles posteriors el territori va ser disputat entre les ciutats d'Alessandria i Gènova, a la que el marquès havia jurat repetides vegades la submissió. La separació gradual dels dominis entre les diferents línies dinàstiques va ser la principal causa de la decadència de l'abans poderós marquesat del Bosco, com altres dinasties dels Aleramici.
El marquesat del Bosco va durar fins a mitjan segle xiv, quan va passar sota el domini del ducat de Milà, governada pels Visconti i més tard els Sforza.